# Robert Chesebrough
Robert Augustus Chesebrough (Londra, 9 gennaio 1837 – Spring Lake, 8 settembre 1933) è stato un chimico e inventore statunitense, proprietario della Chesebrough Manufacturing Company e inventore della vaselina.

## Biografia
Nato a Londra da genitori statunitensi, si trasferì a New York.
Laureatosi in chimica, fondò la Chesebrough Manufacturing Company, che si occupava della commercializzazione di prodotti per la cura della pelle. Fu proprio nel 1872 che Chesebrough brevettò il processo di produzione della vaselina, di cui furono venduti più di 1 000 vasetti al giorno a partire dal 1874. Prima della messa in vendita del prodotto, lo testò sui propri tagli e ustioni, tanto da farlo vedere come prova di fronte al pubblico.
Durante gli anni successivi ammise inoltre di credere così tanto ai poteri curativi del suo prodotto che ne mangiava un cucchiaio ogni giorno. Si spense l'8 settembre 1933 all'età di 96 anni.